# Screen Rant
Screen Rant is een entertainmentwebsite die nieuws biedt op het gebied van televisie, films, computerspellen en filmtheorieën. Het werd gelanceerd door Vic Holtreman in 2003, en had oorspronkelijk zijn primaire kantoor in Ogden, Utah. Screen Rant heeft zijn dekking uitgebreid met rode loper-evenementen in Los Angeles, filmfestivals in New York en San Diego Comic-Con-panels. Het bijbehorende YouTube-kanaal is gemaakt op 19 augustus 2008 en heeft op 21 juni 2023 8,62 miljoen abonnees en 5,4K video's.
In februari 2015 werd Screen Rant overgenomen door Valnet Inc., een onlinemediabedrijf gevestigd in Montreal, Quebec.